# Kaylin Hsieh
Conformément à la coutume hongkongaise, le nom chinois est Hsieh Sin Yan et le nom occidental est Kaylin Hsieh.
Kaylin Hsieh Sin-yan (en chinois traditionnel : 佘繕妡) est une épéiste hongkongaise. Elle participe aux Jeux olympiques d'été de 2020 à Tokyo.

## Biographie

### Jeunesse
Kaylin Hsieh naît le 19 mai 2001 à Vancouver et rejoint Hong Kong à quatre ans. Son père était un nageur. A six ans, elle commence l'escrime au fleuret, arme qu'elle conservera quatre ans, jusqu'à son entrée au collège.
Elle passe tout son second cycle au Sha Tin College (en). Après être passée au lycée, son entraîneur lui conseille de changer d'arme et de passer à l'épée, une arme qui lui convient mieux. A cette époque, elle pratique beaucoup d'autres sports à côté de l'escrime : natation, taekwondo, basket-ball. Elle décide finalement de se concentrer sur l'escrime et de s'investir pleinement dedans. Elle obtient immédiatement le soutien de sa famille et commence donc rapidement les entraînements à un rythme intensif. Les résultats se font vite sentir puisque trois mois après son changement d'arme, elle décroche la troisième place lors des championnats nationaux pour jeunes.
Dès 2016, alors qu'elle a seulement quinze ans, elle commence à participer à des compétitions à la fois en sénior et en junior. Ainsi, cette même année elle participe aux championnats d'Asie U23, durant lesquels elle est sacrée vice-championne en individuel, et à la coupe du monde 2016-2017, au cours de laquelle elle remporte l'argent dans un tournoi satellite à Taipei. Cette même année, elle intègre officiellement l'équipe nationale de Hong Kong.

### Carrière
Hsieh poursuit ses études à l'Institut des sports de Hong Kong (en).
Elle est sacrée championne régionale fin 2017 lors du Blue Cross Insurance 2017 Hong Kong Open Fencing Championships.
Grâce à diverses victoires dans des compétitions internationales en junior (or et bronze aux championnats d'Asie) et en cadet (or et bronze aux Championnats d'Asie ; championne du monde à Vérone), elle est qualifiée pour les Jeux asiatiques de 2018 à Jakarta. Elle est éliminée en individuel dès les quarts de finale, défaite qu'elle prend très mal puisqu'elle fond immédiatement en larmes. L'équipe féminine hongkongaise (Vivian Kong, Moonie Chu et Coco Lin) parvient tout de même à se hisser sur la troisième place du podium.
Ces bons résultats lui permettent d'accéder aux Jeux olympiques de la jeunesse de 2018 à Buenos Aires, compétition réservée aux athlètes âgées de 15 à 18 ans, où elle est désignée comme porte-drapeau de son pays. Elle décroche deux médailles d'argent. Il s'agissait de la première médaille à l'épée de son pays pour cet évènement. Elle participe également aux championnats du monde à Wuxi, en sénior cette fois-ci, mais elle n'atteint que la 68e place sur 116. Son parcours en 2018 est salué, elle reçoit deux prix aux Outstanding Junior Athlete Awards (OJAA) de la Hope Foundation : jeune athlète la plus impressionnante de l'année et jeune athlète la plus prometteuse de l'année.
En 2020, elle obtient une bourse de l'université de Notre-Dame-du-Lac et rejoint le Fighting Irish de Notre-Dame, un club sportif américain basé dans l'Indiana. C'est sous les couleurs de cette école qu'en 2021, elle remporte le championnat NCAA d'escrime par équipes.
À la suite de cela, elle participe aux Jeux olympiques de Tokyo 2020 avec la même équipe qu'aux Jeux asiatiques de 2018. Elle est la plus jeune. En individuel, elle est éliminée dès le premier tour, en seizième de finale, par Aizanat Murtazaeva (7-14). Par équipes, elle atteint la septième place.

## Palmarès

### Junior
- Jeux olympiques de la jeunesse
  -  Médaille d'argent en individuel aux Jeux olympiques de la jeunesse de 2018 à Buenos Aires
  -  Médaille d'argent par équipes aux Jeux olympiques de la jeunesse de 2018 à Buenos Aires

### Sénior
- Épreuves de coupe du monde
  -  Médaille d'argent au tournoi satellite de Taipei sur la saison 2016-2017
- Championnats d'Asie
  -  Médaille d'argent par équipes aux championnats d'Asie 2018 à Bangkok
  -  Médaille de bronze en individuel aux championnats d'Asie 2018 à Bangkok
  -  Médaille de bronze par équipes aux championnats d'Asie 2019 à Tokyo
- Jeux asiatiques
  -  Médaille de bronze par équipes aux Jeux asiatiques de 2018 à Jakarta

## Classement en fin de saison
| Année | 2017 | 2018 | 2019 | 2020 | 2021 | 2022 |
| ----- | ---- | ---- | ---- | ---- | ---- | ---- |
| Rang  | 126  | 37   | 98   | 83   | 66   | 69   |